# St. Johannes (Kempten)

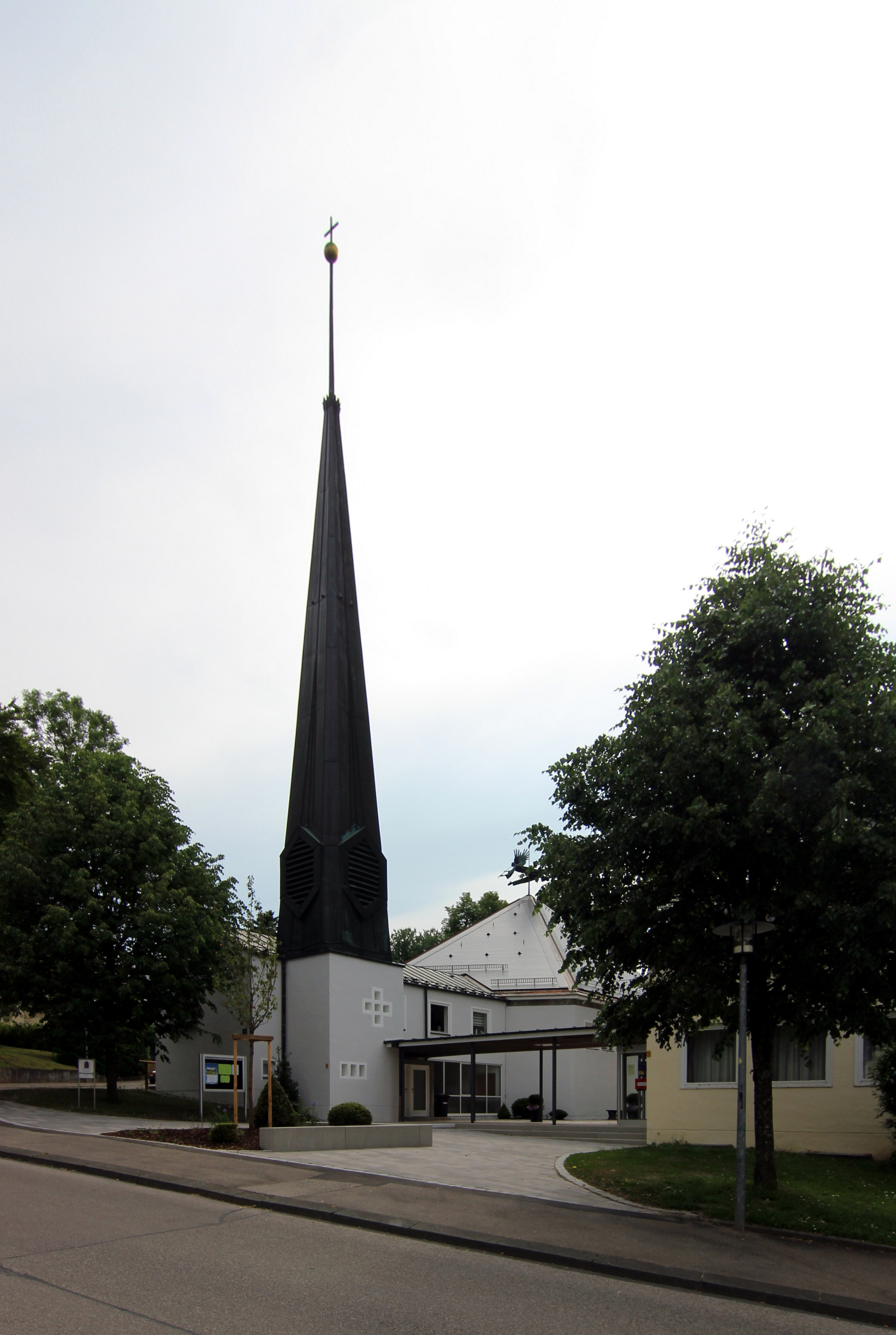
St. Johannes in Kempten

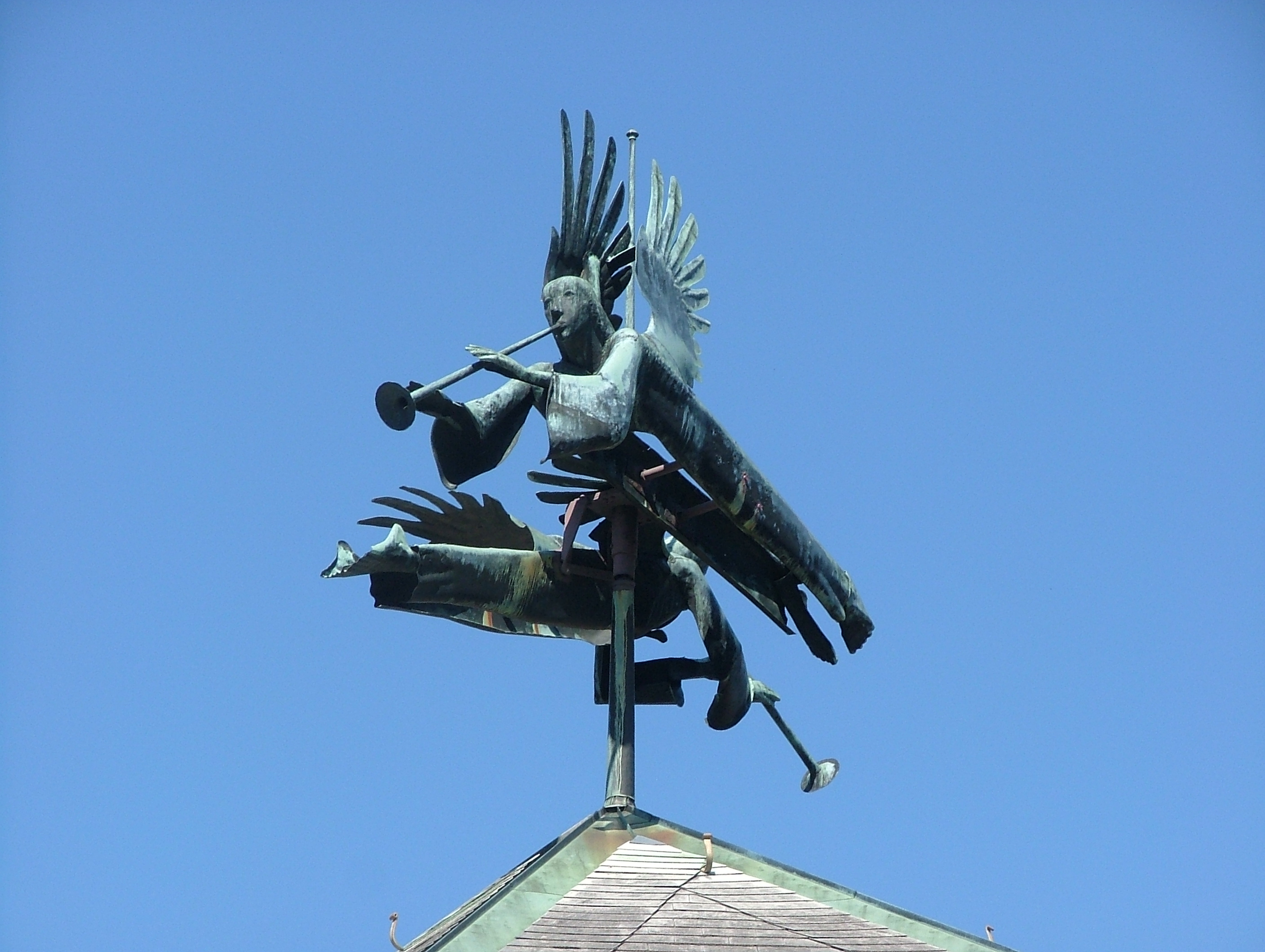
Sich durch Wind drehende Posaunenengel auf dem Dach.

Die evangelisch-lutherische Kirche St. Johannes in Kempten (Allgäu) ist ein moderner Kirchenbau im Südwesten der Stadt.

## Geschichte
Die Ursprünge gehen zurück auf den Zuwuchs der evangelischen Gemeindemitglieder nach dem Zweiten Weltkrieg durch Aussiedlung und Vertreibung von Menschen aus den vom Deutschen Reich besetzten Gebieten. 1945 lag die Zahl der Evangelischen bei 10.000. Erste Anfänge machte zu Beginn der 1950er eine Bibelstundengemeinde im ehemaligen Café Haubenschloß.
Auf einem Gebiet am Braut- und Bahrweg entstand dann ab 1956 ein Kindergarten mit Pfarrhaus, 1959 wurde die Tochtergemeinde Kempten-Südwest gegründet. Ein Jahr später folgte ein Kirchenbauverein. Dieser gab dem Kemptener Architekten Wolfgang Molitor den Auftrag, Pläne für ein Kirchenbauwerk zu entwerfen. Dieser war schon mit den Plänen für den Kindergarten beauftragt gewesen. 1964 wurde die nach den Plänen von Molitor erbaute Kirche geweiht.
1971 wurde die Johanneskirche mit einer neuen Orgel von Paul Ott ausgestattet. Sie verfügt über 24 Register auf zwei Manualen und Pedal. 1994 wurde der niedrige Glockenturm und 1997 der Gemeindesaal renoviert.

## Beschreibung
Der sechseckige Kirchenbau trägt am Dach zwei drehbare Posaunenengel. Der Innenraum ist mit einem Altarkreuz, mit der Darstellung Christi als Lamm, ausgestattet.

## Rezeption
Der Heimatpfleger und Kunstsammler Alfred Weitnauer bewertete den Kircheninnenraum als „erfreuliche Synthese [...] moderner Sachlichkeit und Geborgenheit“.